# پله-رویال-موزه دو لوور (متروی پاریس)
پله-رویال-موزه دو لوور (فرانسوی: Palais Royal–Musée du Louvre‎) یکی از ایستگاه‌های خط ۱ و خط ۷ متروی پاریس است که در نزدیکی لوور، کمدی-فرانسز و پله رویال واقع شده و در سال ۱۹۰۰ تأسیس شده‌است. در سال ۲۰۱۹ میلادی ۹٬۵۹۲٬۹۲۰ مسافر از این ایستگاه استفاده کرده‌اند.